# Peribatodes saerdabensis
Peribatodes saerdabensis är en fjärilsart som beskrevs av Eugen Wehrli 1943. Peribatodes saerdabensis ingår i släktet Peribatodes och familjen mätare. Inga underarter finns listade i Catalogue of Life.